# Авантуриста (албум)
Авантуриста је четврти и један од најуспешнијих албума српске фолк певачице Наташе Ђорђевић, издат 1994. године за ПГП РТС. Албум је рађен у продукцији Злаја бенда, и представља прекретницу у каријери певачице и доноси јој велику популарност. На албуму се налазе хитови Авантуриста и Магија, а за песму Авантуриста снимљен је музички спот у ком певачица пева испред екрана са вестерн филмом Клинта Иствуда. На албуму је радио и Драган Брајовић Браја.

## Списак песама
| №  | Назив                | Текст                 | Музика           | Трајање |  |
| 1. | Узео си све          | Драган Брајовић Браја | Злаја Тимотић    | 4:09    |  |
| 2. | Магија               | Драган Брајовић Браја | Злаја Тимотић    | 4:03    |  |
| 3. | Усне јој занемеле    | А. Ђекић              | А. Ђекић         | 4:07    |  |
| 4. | Све је ово само игра | Драган Брајовић Браја | Злаја Тимотић    | 3:33    |  |
| 5. | Огледало             | Драган Брајовић Браја | Злаја Тимотић    | 3:09    |  |
| 6. | Авантуриста          | Стева Симеуновић      | Стева Симеуновић | 2:38    |  |
| 7. | Слатки отрове        | Стева Симеуновић      | Стева Симеуновић | 2:51    |  |
| 8. | Ко, ко, ко је то     | Стева Симеуновић      | Стева Симеуновић | 3:09    |  |